# Capsari

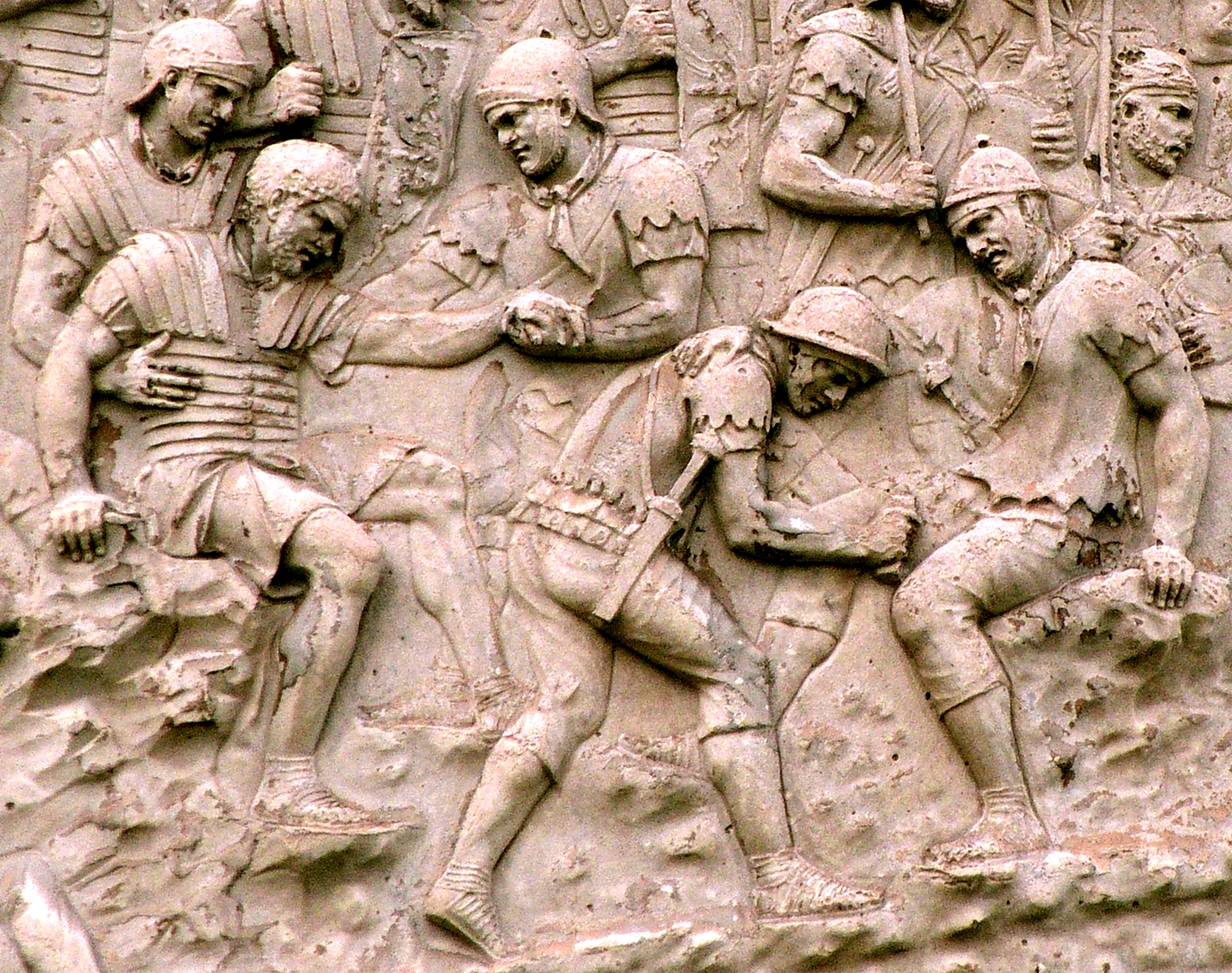
Relleu d'uns capsaris.

Capsari (en llatí plural capsarii, literalment 'els que porten o guarden una capsa') era un tipus especial d'esclau a l'antiga Roma. N'hi havia de tres tipus:
- Els que es cuidaven de la roba de les persones que feien servir els banys públics. Estaven sotmesos al Praefectus vigilum.
- Els que es cuidaven de les capses on es guardaven els llibres, els documents o la correspondència.
- Els que portaven els llibres, per exemple els dels nois quan anaven cap a l'escola.

Es coneix un quart tipus de capsari que no era un esclau sinó un soldat que tenia certs privilegis. Sembla que actuaven juntament amb els librarii, i devien custodiar les caixes que contenien els documents militars.